# Adam Alojzij Baričević
Adam Alojzij Baričević (Adamus Aloysius Barichevich) (Zagreb, 29. travnja 1756. – Brdovec, 21. ožujka 1806.), hrvatski latinist, bibliofil, biograf i polihistoričar, katolički svećenik
Rano je ostao bez roditelja, pa se za njega skrbio kanonik Nikola Turčić. Studirao je filozofiju i teologiju u Beču. Nakon završenog studija, 1779. godine zaredio se za svećenika, nakon čega je otišao na studij u Peštu. Postao je profesor na zagrebačkoj arhigimnaziji, a uz to je, kao akademijski historicus, pisao njenu kroniku. Kao župnik zagrebačke župe Sv. Marije obnovio je župnu crkvu koja je 1786. godine gotovo uništena u požaru, kad je stradala i Baričevićeva rodna kuća s velikim dijelom njegove biblioteke. Nakon gubitka biblioteke uspio je ponovo skupiti vrlo bogatu zbirku (najviše latinskih, ali i hrvatskih knjiga koje je sustavno prikupljao iz svih hrvatskih krajeva). Carska ruska akademija odlikovala ga je zlatnom spomen-medaljom. Više od četvrt stoljeća dopisivao se s mnogim stranim i domaćim latinistima i književnicima (Abraham Penzel. ..). Osobito se zauzimao za humanističko školovanje i suvremene metode u nastavi klasične filologije. Pisao je latinske pjesme i preveo tri Ciceronova filozofska spisa. Bavio se orijentalistikom i numizmatikom. Skupljao je i proučavao građu iz hrvatske kulturne i književne baštine te radio na povijesti hrvatske književnosti. Prikupljao je građu, no nikad ju nije dovršio (Historia litteraria Croatiae, Commentariolum de scriptoribus patriae, Commentarii Scriptorum Croatiae).
Puno je učinio za upoznavanje i oživljavanje hrvatske kulturne prošlosti i po tome se drži nastavljačem Vitezovićeva i Krčelićeva rada, čiju je biografsku zbirku slavonskih pisaca namjeravao dopuniti, od čega se sačuvao samo abecedarij za taj biografski rječnik koji je obuhvatio pisce kontinentalne Hrvatske, pri čemu valja naznačiti da osim kajkavskih, obuhvaća i hrvatske pisce iz Slavonije, Dalmacije i Bosne. Njegov katalog zagrebačkih tiskopisa prvi je sustavni prilog hrvatskoj bibliografiji. Njemu se pripisuje, da je autor hrvatskih božićnih pjesama: "Svim na zemlji", "Radujte se narodi", "Veselje ti navješćujem", "Kyrie Eleison" i "O Betleme".
Njegov rad je proučavao Vladoje Dukat. 
Bio je članom napuljske Arcadia Reale.
Među prvim je hrvatskim biografima.